# Francesc Serra i Dimas
Francesc Serra i Dimas (Barcelona, 1877- 1967) fou litògraf, fotògraf i pintor barceloní especialment vinculat a les generacions modernistes. Format a llotja en dibuix litogràfic, deixà aquest ofici per dedicar-se professionalment a la fotografia, àrea en què fou autodidacta. Assidu a la Penya Parés, coincidí allà amb molts noms de la generació modernista, en un ambient de tertúlia propi de l'època, espai que esdevenia univers de discussió, tertúlia i de trobada social, i on establí importants vincles tant personals com professionals.

## Fotògraf

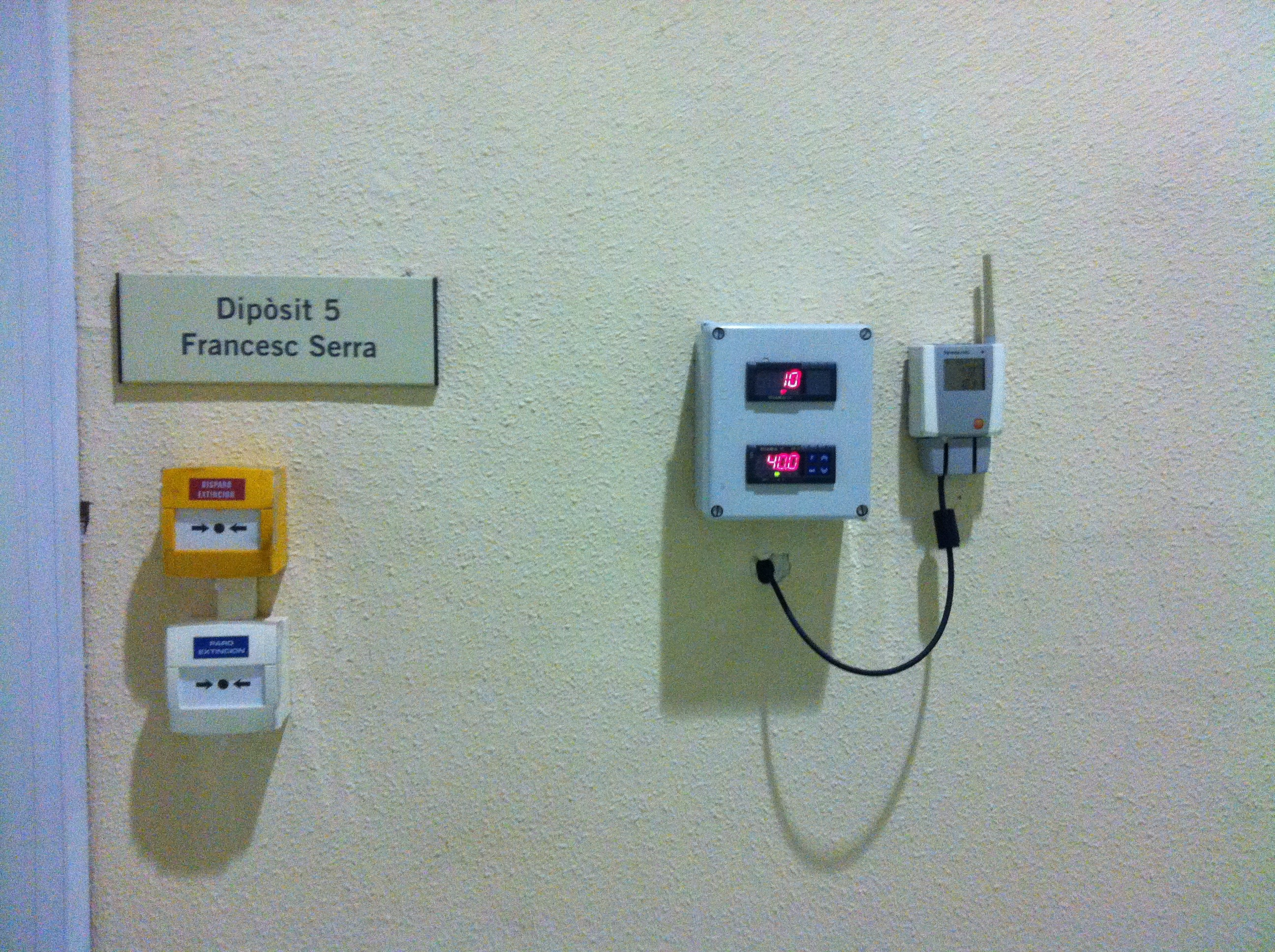
Serra dona nom a un dels dipòsits de l'Arxiu Fotogràfic de Barcelona.

Francesc Serra s'inicià en la fotografia com a afició a partir d'una formació autodidacta a través de diverses publicacions tècniques. Entre aquestes, ell mateix destacà un manual francès del qual es desconeix el nom, i al que es referia com a el seu mestre. Fou a partir d'un consell de Joan Brull que decidí fer de l'afició una professió: " Abandona el oficio de dibujante litógrafo, pues está destinado a desaparecer. Ve a lo que hacen en Londres".
La seva obra no és el que avui s'anomenaria fotografia artística, perquè en aquell moment la tècnica no s'havia expandit en aquest camp. Les seves fotografies estaven destinades a una funció utilitària, realitzant principalment reproduccions d'obres d'art per a pintors, publicacions i galeries. Tot i que no fou freqüent per a Serra, als inicis de la seva carrera, es presentà i guanyà algun premi en concursos.
Establí el seu estudi a la Rambla del Prat de Barcelona, al número 17. Actualment el seu arxiu, conformat per prop de 50.000 imatges, forma part del fons de l'Arxiu Fotogràfic de Barcelona.
El valor documental de la seva tasca és inqüestionable vist en perspectiva històrica, essent qualificat com a cronista de l'art contemporani fonamental en la reconstrucció de la nostra història de l'Art. Gràcies i a través d'aquesta documentació gràfica es pot reconstruir una història social de l'art, així com ha permès el coneixement i fins i tot la reconstrucció d'obres actualment perdudes. N'és exemple el mural noucentista pintat per Josep Mompou per la Casa dels Canonges, desaparegut en la reforma de la sala i que es va poder reproduir a partir de fotografies de Serra.

### La reproducció d'art
La seva principal activitat girà entorn de la reproducció d'obres d'art, treballà per a galeries com La Pinacoteca, Galeries Laietanes, Galeries Syra i a Sala Parés entre d'altres, i per a publicacions com Vell i Nou, Gaseta de les Arts, Destino, D'Ací i d'Allà o La Il·lustració Catalana. Dites reproduccions solien anar firmades com Fotografia Serra.
La qualitat del seu treball arrencà les lloances dels artistes, que el demanaven personalment per a la reproducció de les seves obres. En aquest sentit, es pot considerar successor d'Adolf Mas (1861-1936), de qui pren progressivament el relleu d'il·lustrar revistes a partir de 1915, així com de Joan Vidal i Ventosa (1880-1966), fotògraf també especialitzat en la reproducció treballant pels museus de la ciutat.

### Postals
Treballà habitualment amb el format postal (10x15 cm aprox.), i en realitzà i publicà diverses sèries de diverses temàtiques, entre les quals s'inclouen sobretot paisatges i obres d'art. En destaquen dues dedicades a retrats de persones vinculades al mont de l'art, conegudes sota el nom de Nuestros Artistas i que suposen el principal motiu per al qual ha passat a la història.
Algunes d'aquestes sèries editades foren:
- Aplec de dibuixos (15 postals)
- Col·lecció obra de Joan Llimona (12 postals)
- Col·lecció obra de Ramon Casas (5 postals)
- Col·lecció obra de Modest Urgell (5 postals)
- Col·lecció vistes de Breda (40 postals)

### Els retrats
La tasca retratística de Serra s'estén al llarg de tota la seva carrera, fotografiant especialment artistes però també marxants i galeristes, persones relacionades especialment amb el món de l'art, d'una o altra manera.
Serra trenca amb el retrat d'estudi que dominava en exclusiva el panorama barceloní del moment, desplaçant-se de l'estudi del fotògraf al món del retratat, qualitat potser derivada de procedir, no del món de la fotografia domèstica, sinó de la fotografia industrial.
Importància pren també la implicació i la relació que tenia amb els seus clients, sovint estreta, ja que tots giraven entorn de cercles artístics. D'això n'és testimoni el que Joan Cortés escriví sobre ell:
Se hizo querer de nosotros, como de cuantos tenían alguna relación con él, por la bondad con que atendía a todos, por la generosidad con que ponía su tiempo y su esfuerzo a disposición del amigo.
Aquests retrats, majoritàriament realitzats en les primeres dècades del segle xx, traspasen l'anècdota per esdevenir testimoni d'una època i d'un temps, testimoni dels canvis que viu la societat catalana en els moments de l'impuls modernista.
Posteriorment seguí plasmant els seus rostres en espais i facetes diverses, en retrats de família (Sunyer, Vila Arrufat), en excursions (Ros i Güell), en exposicions (Opisso), retrats de grup... oferint una visió d'ells en diferents moments de les seves vides.
Més enllà de la generació modernista i el seu entorn, pogué captar també, a través tant del retrat com de la reproducció d'obres, els canvis generacionals i d'ambients artístics i socials, passant pel noucentisme i la postguerra. Destaca dins d'aquest gruix d'obra les dues sèries de postals que titulà Nuestros Artistas.
L'any 1964 se celebrà a la Sala Parés una exposició dedicada a ell on es recollien 25 reproduccions de les seves fotografies acompanyades de quadres, dibuixos, i altres documents dedicats a ell com a mostra de gratitud i amistat d'altres artistes.

## Nuestros Artistas

Retrat d'Isidre Nonell, postal inclosa dins la sèrie Nuestros Artistas

El més destacat de l'obra de Francesc Serra, si més no el més conegut, són els retrats d'artistes que realitzà entre 1902 i 1915, publicats en dues sèries de postals sota el títol ‘'Nuestros Artistas. La idea sorgí el 1902 en l'entorn de la Penya de la Sala Parés. Serra proposà als seus amics pintors de retratar-los mentre treballaven per tal d'editar una sèrie de postals. Ell mateix ho explica amb aquestes paraules:
| «                | Els vaig exposar el meu propòsit de publicar en postals un retrat de cadascun en el seu ambient personal i íntim. La proposta va caure com una bomba. Brull em va dir: “Amic Serra, agreixo la teva bona intenció; i crec que tots l'agraeixen també, però creu-me, retrata toreros i ballarines: t'asseguro que tindràs més èxit. Nosaltres no interessem al públic, perdràs temps i diners | » |
| — Francesc Serra | |   |

| «                | Per primer cop en els anals de la Penya, tots, unànimement, acceptaren el criteri de Brull... JO, tossut, vaig insistir: “Si vostès em donen facilitats, les postals seran un fet. No em mou cap interès comercial; només desitjo que els seus noms i figures arribin al gran públic, i aquest no sembla un mal camí per aconseguir-ho | » |
| — Francesc Serra | |   |

Qui més, qui menys, tots feren festius i escèptics comentaris; la sessió acabà alegrement, oferint-se a donar-me tota mena de facilitats.
El propòsit del fotògraf queda palès: captar i fer pública la imatge de l'artífex en el seu espai íntim i de creació, mostrant la cara humana de l'artista i del geni. Es tracta d'un reportatge que ens mostra pintors, escultors, músics i arquitectes de l'àmbit del modernisme, acompanyats d'atributs i elements personificadors significatius i representatius de les seves persones i obra, mostrant més enllà de la fisonomia del retratat el seu entorn i personalitat. Així, aquests imatges traspassen l'anècdota per ser convertir-se en un reportatge gràfic i social de l'ambient artístic de la Barcelona modernista.
La primera sèrie, publicada el 1905, constava de 25 postals dedicades a noms com Antoni Ros i Güell, Santiago Rusiñol, Ramon Casas, Isidre Nonell, Joaquim Mir o Josep Llimona. Deu anys més tard, el 1915, publicà una segona sèrie amb 35 noves imatges d'arquitectes com Lluís Domènech i Montaner i Josep Puig i Cadafalch, dibuixants com Apel·les Mestres i també el músic Antoni Nicolau.
Les fotografies foren fetes en negatius amb format de 13x18cm (a excepció de tres d'elles), permetent retocar els enquadraments i reelaborar la composició tot emmascarant-los per generar imatges finals de 10x15cm. Aquests negatius tenen la peculiaritat d'haver estat signats amb tinta pel retratat, plasmant-se així al positiu de la fotografia. Aquesta es conserva en diversos dels negatius conservats a l'Arxiu Fotogràfic de Barcelona, encara que en altres casos ha desaparegut.
Les sèries reberen unànimes crítiques positives que elogiaren la seva claredat i pulcritud ("La veu de Catalunya", 5 de maig 1905), el defugir de l'amenarament escenogràfic i per familiaritzar el públic amb el coneixement dels artistes i les obres, tasca que equival a fer cultura pàtria ("Diari de Barcelona", 8 maig 1905), creant quadres de costums contemporànies ("La Vanguardia", 2 de maig 1905).
Anys més tard, el 1954, Serra publicà un llibre titulat Nuestros Artistas: Reportage gráfico, documental y anecdótico on recollí imatges d'ambdues sèries i d'altres d'inèdites acompanyades de petits comentaris biogràfics dels retratats, juntament amb una breu introducció on explica, entre d'altes, l'origen del projecte.
Els anys 1990 i 2002 s'organitzaren a Barcelona dues exposicions titulades "L'artista al seu taller" que mostraren de nou al públic aquests retrats, aquest cop en gran format, i per a les quals s'editaren catàlegs on es reprodueixen una selecció d'aquests.

## Premis i reconeixements
- Diploma d'Honor i primer premi del Concurs i Exposició Regional de Fotografia de Manresa (1905, amb la sèrie Nuestros Artistas).
- Premi del Concurs de Fotografies de l'Acadèmia de la Joventut Catòlica (1907, amb postals d'efemèrides barcelonines).
- Medalla de Bronze del Gran Concurs Internacional Gevaert de Bèlgica (1912, amb col·lecció de postals d'obres de Joan Brull).

## Fons personal
Part del seu fons personal es conserva a l'Arxiu Fotogràfic de Barcelona. El fons està compost 90.490 fotografies, per negatius i positius resultat del treball intens que va dur a terme el fotògraf. Principalment són reproduccions d'obres
d'art com pintures, escultures, dibuixos, ceràmiques, mobles, retaules, etc. fetes en els tallers dels artistes, en col·leccions privades i en les galeries on eren exposades. Destaca un important conjunt de retrats iniciat el 1902 d'artistes treballant en els seus tallers, amb la idea de fer arribar al públic no solament l'obra d'art, sinó també la imatge dels mateixos artistes. A més el fons conté vistes d'indrets de Barcelona. Per a la història de l'art, aquest fons és interessant, ja que aplega informació sobre autors, les obres dels quals es troben molt disperses, ja sigui perquè van ser destruïdes durant la Guerra Civil, o perquè els autors van marxar a l'estranger.